# BricsCAD
BricsCAD（ブリックスキャド）は、ベルギーに本社があるBricsys NV.が開発するCADソフトウェアである。2002年に開発を開始し2004年に最初のバージョンをリリースした。ソフトウェアの特徴としては、オートデスク AutoCADで使われるファイル形式であるDWGを用いつつ、従来の2次元と3次元のCADモデリングに加え、BIMモデリングと機械用CAD (機械設計と製図に対応した製造業向けのCAD) の機能を有している。
Bricsys NV.は2018年にスウェーデンのヘキサゴンのグループ会社となっている。日本の法人名はBricsys Japanである。Bricsys NV.はOpen Design Allianceのメンバーであり、また、buildingSMART Internationalのコンソーシアムに2016年12月から参加している。

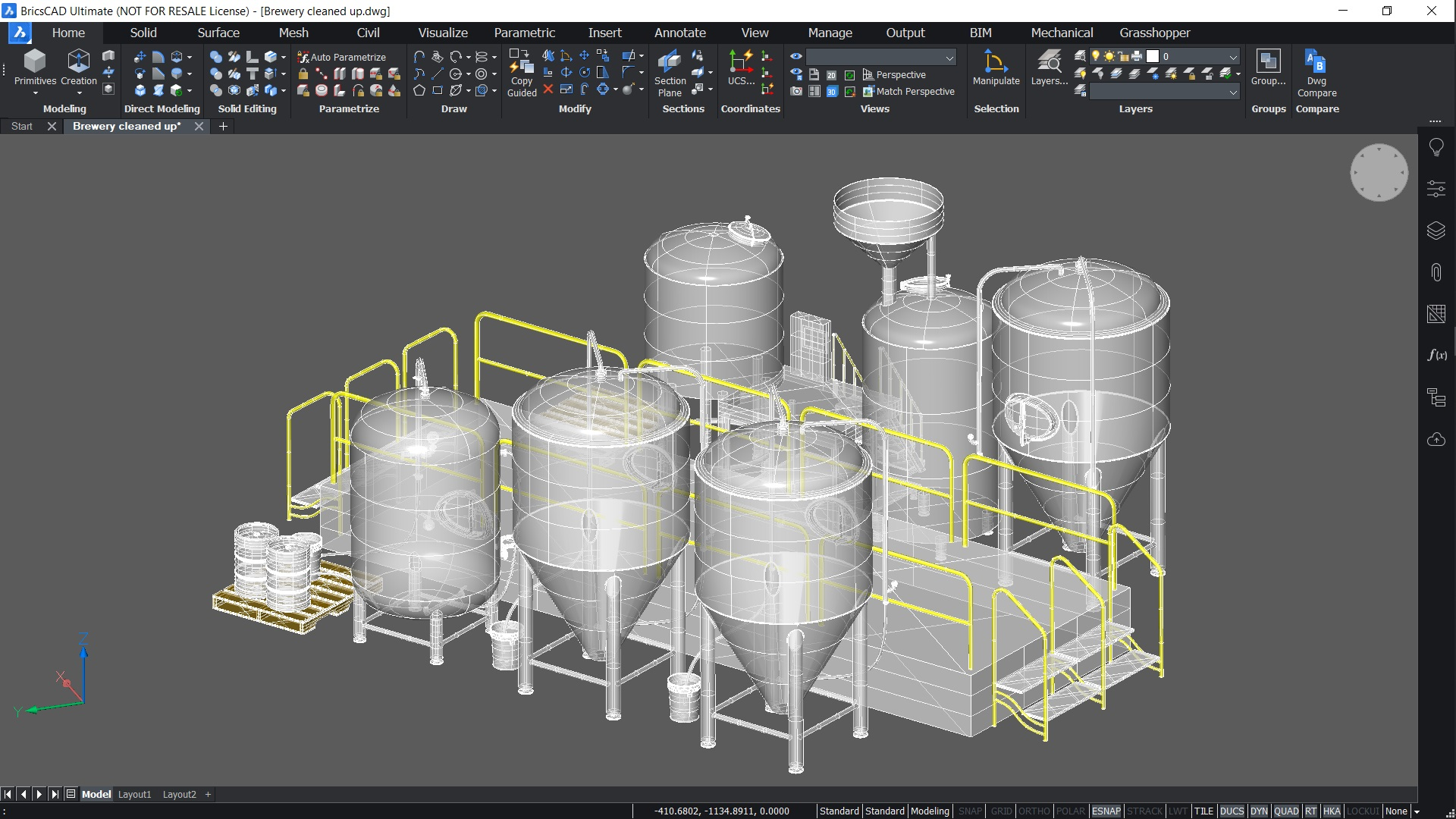
3DモデルワークスペースにおけるBricsCADユーザーインターフェースの例

## BricsCADのエディション
BricsCADの2023年時点のエディションは以下のとおりである。BricsCAD Proを基準に5つある。
- Pro - 基準
- Lite - 2D作図用として、Proから次に挙げる機能を減らし安価にしたもの。3Dモデリング、土木・測量、点群。
- Mechanical - 機械の製造業に向けたメカニカルツールセットを追加したもの。
- BIM - 建設業に向けたBIMツールセットを追加したもの。Industry Foundation Classes (IFC) に対応している。
- Ultimate - MechanicalとBIMを合わせた全ての機能を有する。

## BricsCAD Shape
BricsCAD Shapeは2018年1月にリリースされたコンセプトモデリングツールでありフリーウェアである。